# Apotolamprus quadrinotatus
Apotolamprus quadrinotatus är en skalbaggsart som beskrevs av Antoine Boucomont 1937. Apotolamprus quadrinotatus ingår i släktet Apotolamprus och familjen bladhorningar. Inga underarter finns listade i Catalogue of Life.